# Blšany u Loun
Blšany u Loun (deutsch Pschan) ist eine Gemeinde mit 346 Einwohnern in Tschechien. Sie liegt 4 km südöstlich von Louny in 199 m ü. M. am Smolnický potok, einem Zufluss zur Eger. Der Ort befindet sich an der Eisenbahnstrecke von Louny nach Zlonice.

## Geschichte
Erstmals erwähnt wurde das zum Weichbild der Stadt Louny gehörige Dorf im Jahre 1221 unter dem Namen Pšany. 1450 verkaufte die Stadt einen Teil des Dorfes an die Grundherrschaft Chlumčany, der 1525 wieder zurück gelangte. Nach der Konfiszierung des städtischen Besitzes im Jahre 1547, erwarb 1548 Mikuláš Mířkovský von Tropčice den Ort.
Nach mehreren Besitzerwechseln wurde 1637 der Prager Burghauptmann Jan Karel Příchovský von Příchovice neuer Grundherr. 1682 verkaufte die Familie Příchovský Blšany an das Erzbistum Prag. In der Mitte des 19. Jahrhunderts übergab Kardinal Friedrich von Schwarzenberg den Ort an den Grundherrn von Cítoliby, Johann Adolf von Schwarzenberg, der ihn mit dieser Herrschaft vereinte.
Bei der Bodenreform von 1924 erfolgte die Loslösung von Cítoliby und das Schloss verblieb in Privatbesitz bis 1949. Nach der Verstaatlichung wurde auf dem Schlossgut ein Saatgutbetrieb errichtet, der das Schloss als Sitz und Lager nutzte.